# Jules Rossi
Jules Rossi, nascido a 3 de novembro de 1914 em Acquanera, na província de Parma e morto em 30 de junho de 1968 em Champigny-sur-Marne foi um ciclista italiano.

## Biografia
Jules Rossi nasceu a 3 de novembro de 1914. Em 1920, fica órfão e instala-se com uma família em Nogent-sur-Seine, na França. Começou a praticar o ciclismo em 1928. Passou pelo Guidon Nogentais, depois pelo Vélo-Club de Levallois, e converteu-se em profissional em 1935.
Em 1937 Jules Rossi ganhou a Paris-Roubaix, percorrendo os 255 km em 7h 17 min 57 s.
Em 1938, ganhou a Paris-Tours com 42.092 km/h em media, e converteu-se no ganhador do recorde Ruban Jaune, recorde de velocidade numa corrida com mais de 200 km. Conservou o recorde durante 10 anos até que Rik Van Steenbergen em 1948 o ultrapassou.  
Ganhou também o Grande Prêmio das Nações durante a guerra em 1941 em zona não ocupada.

## Palmarés
- 1936
  - Paris-Saint-Étienne

- 1937
  - Paris-Roubaix

- 1938
  - Paris-Tours
  - Grande Prêmio de l'Écho d'Alger
  - 1 etapa do Tour de France

- 1941
  - Grande Prêmio das Nações (zona não ocupada)
  - Paris-Reims

- 1943
  - Paris-Reims